# Villa Grisebach

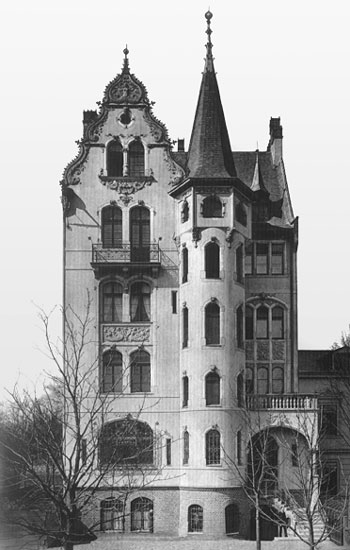
Villa Grisebach, bearbeitete historische Aufnahme

Die Villa Grisebach ist eine 1891/1892 von dem Architekten Hans Grisebach für sich selbst als Atelier und Wohnhaus erbaute Stadtvilla in der Fasanenstraße im Berliner Ortsteil Charlottenburg. Sie ist Teil des seit 1981 unter Denkmalschutz stehenden sogenannten Wintergartenensembles, zu dem auch das benachbarte Literaturhaus Berlin gehört, und beherbergt heute das Auktionshaus Villa Grisebach.

## Grisebachs Stil und Baugeschichte
Grisebach konzipierte mit seiner Villa einen neuen Haustyp in Berlin. Er wollte weder in einer Etagenwohnung noch in einer Vorstadtvilla wohnen. Sein schmales Haus ist direkt an den Gehsteig herangebaut. Der Garten befindet sich hinter dem Haus. Benutzt wurden funktionelle Materialien mit Anknüpfung an mittelalterliche Bauformen. Im Erdgeschoss kommt man in eine Halle, die durch eine gewundene Treppe in dunklem Eichenholz mit dem ersten Stockwerk verbindet. Er baute von innen nach außen, die Fassade fügte sich diesen Plänen. Der Zugang zu den Zimmern erfolgte nicht durch einen Mittelgang, sondern von Zimmer zu Zimmer. Der Bau ist „längsrechteckig“ und die Türen der Zimmer versetzt angeordnet. In jeder der vier Etagen gibt es mehrere Zimmer.

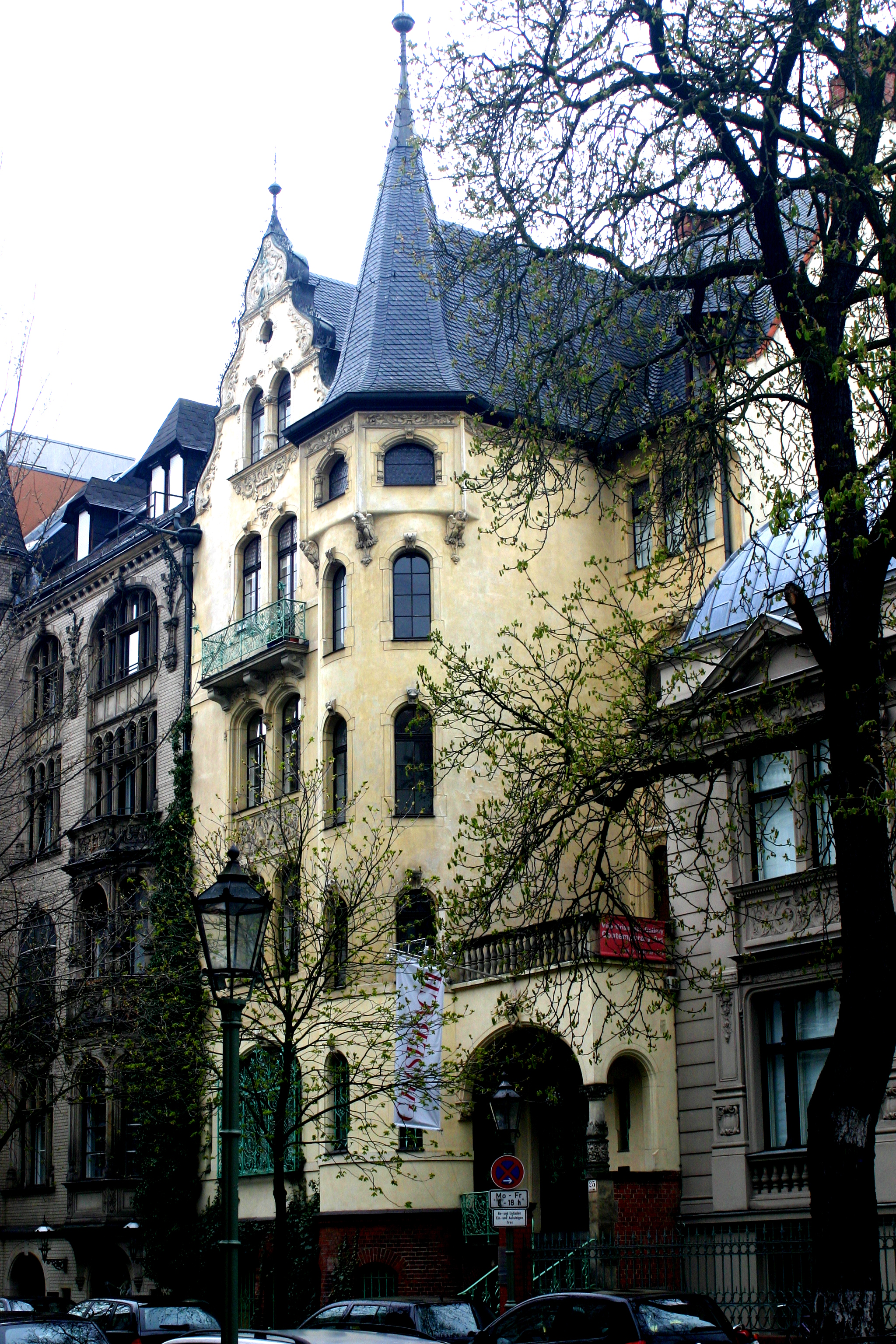
Villa Grisebach im heutigen Straßenbild

Bald nach Grisebachs Tod wurde die Villa verkauft und danach umgebaut. Im Zweiten Weltkrieg wurde die Villa Grisebach so zerstört, dass die Fassade zwar erhalten blieb, die Villa aber bis in die 1960er Jahre nicht mehr bewohnbar war. In den 1960er Jahren drohte der Abriss der Villa zugunsten eines Projektes, die Gegend um den Kurfürstendamm weiträumig von der Lietzenburger bis zur Hardenbergstraße zu untertunneln. Im Jahr 1980 wurde das unter Denkmalschutz gestellte Haus Fasanenstraße 25 durch Mäzenatentum der Deutschen Bank wieder hergestellt. Seit 2013 ist das Auktionshaus Villa Grisebach Auktionen Eigentümer des Hauses.

## Auktionshaus

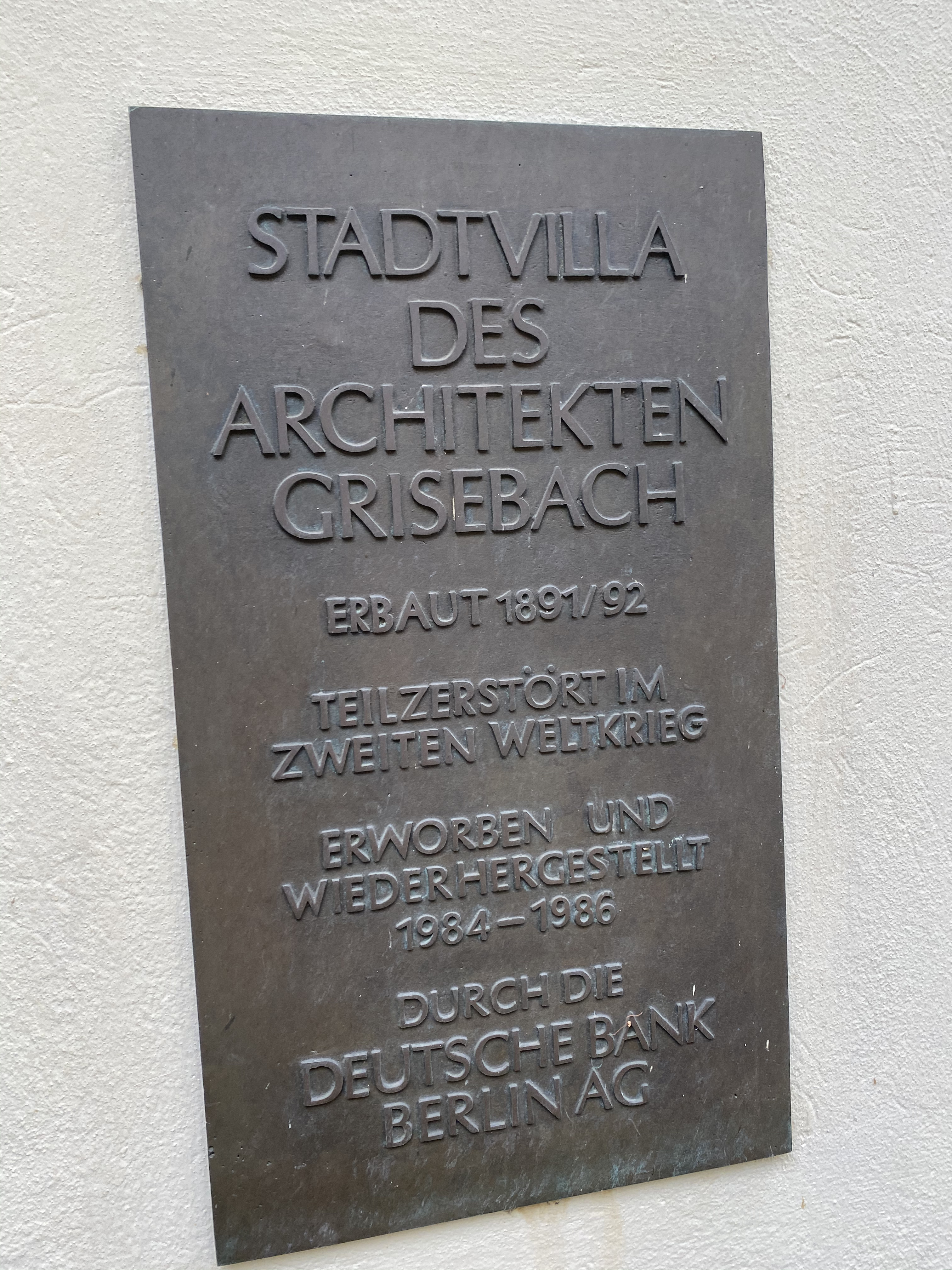
Gedenktafel an der Villa Grisebach

Grisebach (bis Herbst 2015: Villa Grisebach Auktionen) hat sich seit der Gründung durch die fünf Kunsthändler Bernd Schultz, Hans Pels-Leusden, Wilfried Utermann, Raimund Thomas und Michael Neumann im Jahre 1986 zu einem bedeutenden deutschen Auktionshaus für deutsche und internationale Kunst des 19., 20. und 21. Jahrhunderts mit einem Schwerpunkt auf der Klassischen Moderne entwickelt. Zweimal jährlich finden Versteigerungen mit jeweils mindestens sieben Auktionen statt.
Grisebach wird seit 2023 durch die Geschäftsführer Daniel von Schacky, Diandra Donecker, Micaela Kapitzky und Markus Krause geleitet.
Das Auktionshaus beschränkte sich zunächst auf ein kunsthistorisches Revier. Zur ersten Vorbesichtigung im November 1986 kamen nach eigenen Angaben über 2500 Kunstinteressierte. Der Umsatz dieser Auktion betrug über vier Millionen Mark. Bereits im ersten Jahr schrieb Grisebach schwarze Zahlen. Im Jahr 2006 hatte Grisebach unter den zehn teuersten Kunstwerken auf deutschen Auktionen sechs Werke. Der Umsatz lag 2004 bei 26,2 Millionen Euro, 2006 stieg er auf 45 Millionen Euro. Im Geschäftsjahr 2017 betrug der Umsatz der Gesellschaft Grisebach GmbH 11,7 Millionen Euro. Grisebach ist seit 1988 das umsatzstärkste Auktionshaus für Klassische Moderne in Deutschland und Marktführer für die deutsche Kunst des 20. Jahrhunderts.
Eigene Büros betreibt Grisebach in München, Düsseldorf, Zürich und New York. Daneben vertreten Repräsentanten das Auktionshaus in Hamburg, Bielefeld, Dortmund, Frankfurt am Main und Stuttgart sowie in Paris, Rom und Los Angeles.
Von 2011 bis 2018 führte der Kunsthistoriker, Journalist und Autor Florian Illies als einer der vier Gesellschafter das Auktionshaus, nachdem er zuvor das Ressort Feuilleton und Literatur der Zeit geleitet hatte. Bei Grisebach engagierte er sich vor allem für die Kunst des 19. Jahrhunderts, mit dem Ziel, das bisher auf die Klassische Moderne spezialisierte Auktionshaus thematisch zu erweitern.